# Distrito de Mödling
El distrito de Mödling es un distrito político del estado de Baja Austria (Austria). La capital del distrito es la ciudad de Mödling.

## División administrativa

### Localidades con población (año 2018)
- Achau 1415
- Biedermannsdorf 2988
- Breitenfurt bei Wien 5853
- Brunn am Gebirge 11864
- Gaaden 1624
- Gießhübl 2335
- Gumpoldskirchen 3899
- Guntramsdorf 9179
- Hennersdorf 1541
- Hinterbrühl 4029
- Kaltenleutgeben 3276
- Laab im Walde 1137
- Laxenburg 2828
- Maria Enzersdorf 8829
- Mödling 20 555
- Münchendorf 2992
- Perchtoldsdorf 15 047
- Vösendorf 6990
- Wiener Neudorf 9405
- Wienerwald 2858

### Municipios
Barrios, aldeas y otras subdivisiones de los municipios se indican con letras pequeñas.
- Achau
- Biedermannsdorf
- Breitenfurt bei Wien
- Brunn am Gebirge
- Gaaden
- Gießhübl
- Gumpoldskirchen
- Guntramsdorf
- Hennersdorf bei Wien
- Hinterbrühl
  - Hinterbrühl, Sparbach, Weissenbach bei Mödling, Wassergspreng
- Kaltenleutgeben
- Laab im Walde
- Laxenburg
- Maria Enzersdorf
- Mödling
- Münchendorf
- Perchtoldsdorf
- Vösendorf
- Wiener Neudorf
- Wienerwald
  - Dornbach, Grub, Gruberau, Sittendorf, Stangau, Sulz im Wienerwald, Wöglerin